# Цфатський сир

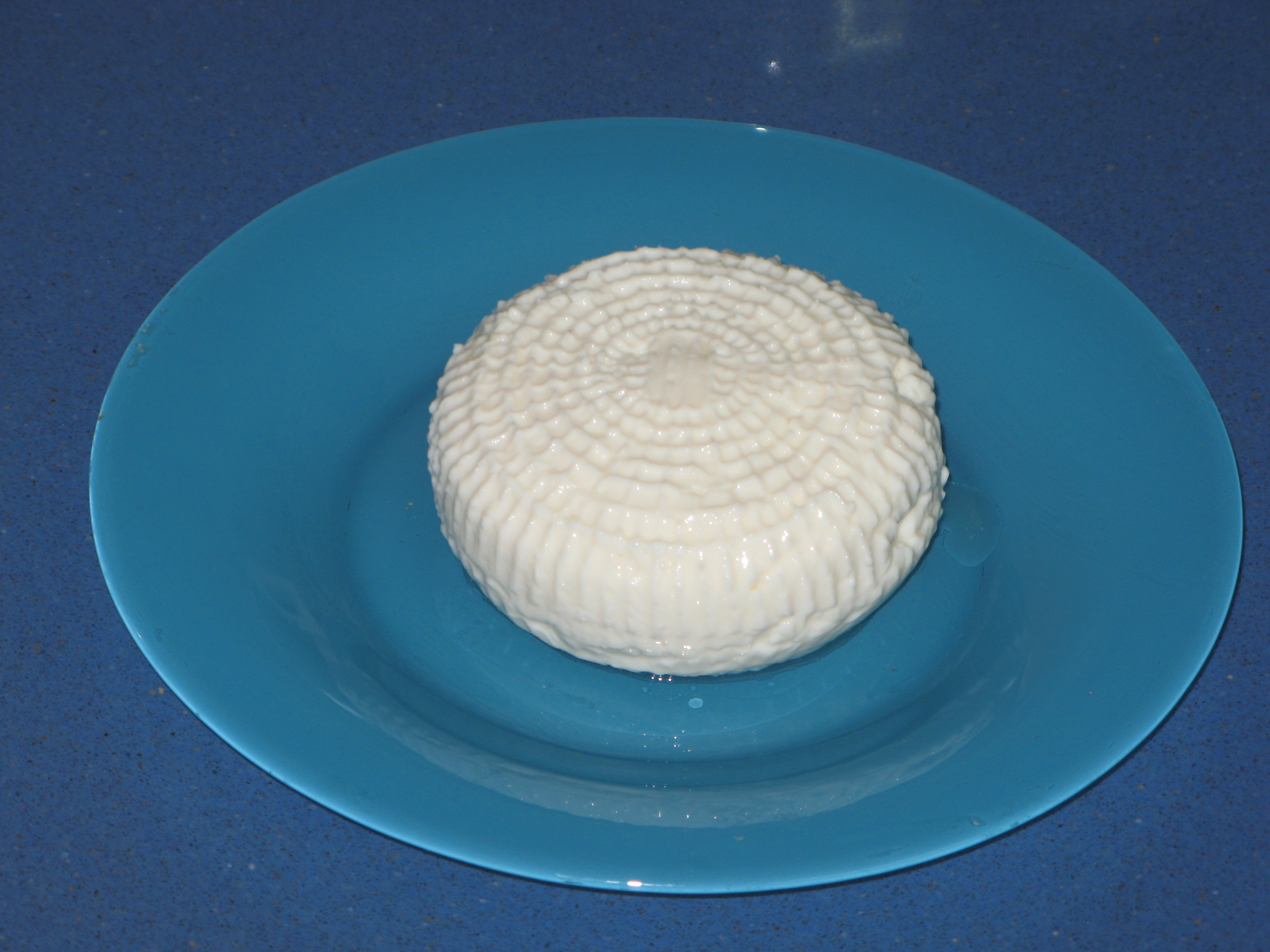
головка цфатського сиру

Цфатський сир — напівтвердий сир, вироблений в Ізраїлі з молока дрібної рогатої худоби, рідше з коров'ячого. Має пружну консистенцію і невисоку жирність і солоність. При виробництві молоко пастеризується при температурі 72 °C, що гарантує збереження цінних харчових білків козячого молока. Згортання засноване більшою мірою на дії ензимів, що містяться в спеціальній заквасці, і хлористого кальцію, ніж на дії молочної кислоти. Ферментація швидка, приблизно годину. Після відділення сироватки, сир кілька годин вилежується в солом'яних корзинах, де кілька разів перевертається для стікання залишків сироватки.
Продається в головках невеликого розміру (200—300 грамів).

## Історія
Сир почали виробляти у 1818 році на сироварні Ха-Мейрі, заснованій у будинку Меїра Арзоні (пізніше Ха-Мейрі), який іммігрував з Персії. Гвіна сфаттіт — це м'який сирний сир, відформований у кошику, що надає сиру характерних круглих смужок.